# Pucioasa
Pucioasa è una città della Romania di 15 451 abitanti, ubicata nel distretto di Dâmbovița, nella regione storica della Muntenia.
Fanno parte dell'area amministrativa anche le località di Bela, Diaconești, Glodeni, Malurile, Miculești e Pucioasa-Sat.
La città è attestata in un documento del 20 settembre 1649 come Piatra Pucioasă, ovvero Pietra sulfurea, con riferimento ad un giacimento di zolfo ubicato nella zona.
Grazie proprio alla presenza di zolfo, la città è una nota stazione termale per le diverse sorgenti di acque sulfuree che si trovano nella zona.